# Сергій Радонезький
Сергій Радонезький або Сергій Радонізький сиріч Сергій з Радоніжу (Радоніжжя), (до прийняття чернецтва Варфоломій Кирилович, бл. 1321–1392) — московський церковний і політичний діяч, засновник й ігумен Обителі Святої Троїці на Московщині з яким пов'язують посилення Московщини як одного з духовних осередків руської церкви на теренах її поширення, прославлений в лику Святих РПЦ РФ. 
Заснував у 1330-х поблизу Радоніжжя на Московщині невеликий скит во славу Святої Троїці, який згодом виросте у одну з сучасних Лавр - Троїце-Сергієву. 
У народну пам‘ять народу Московщини увійшов як наставник, заступник, учитель, печальник і молитвеник. 

## Біографія
Народився поблизу Ростова Великого у боярській сім'ї. Збіднівши, його батьки Кирило та Марія, разом із трьома своїми синами Стефаном, Варфоломієм і Петром переселилися у Радонеж.
Після смерті батьків, які перед смертю прийняли чернечий постриг, Варфоломій пішов до Хотьківського Покровського монастиря. У той час там жив, прийнявши чернецтво після смерті дружини, його старший брат Стефан. Разом вони пішли шукати пустинного усамітненого життя. У глухому лісі, на пагорбі Маковець, де нині стоїть Троїце-Сергієва Лавра, вони побудували дерев'яну келію і церкву, яку було освячено в ім'я Пресвятої Трійці.
Незабаром Стефан покинув це місце і переселився до московського Богоявленського монастиря. А Варфоломій прийняв постриг і залишився на самоті. Згодом до Варфоломія почали приходити інші ченці і будувати поряд свої келії. 3 часом вони переконали Сергія прийняти над ними ігуменство, і тому преподобного було висвячено у священний сан. У своєму монастирі він заборонив приймати милостиню, і встановив правило, за яким ченці мали жити від своїх трудів, у чому сам подавав їм приклад.
Поблизу монастиря згодом виріс посад, тобто поселення, яке дедалі більше розросталося. Дізнавшись про великого подвижника, Царгородський патріарх Філофей з особливим посольством надіслав йому хрест, параман і грамоту, в якій відзначав його доброчинне життя та рекомендував у монастирі запровадити суворий, за зразком монастирів сходу, спільножительний устав.
Великим авторитетом користувався преподобний у митрополита Алексія, який хотів бачити його своїм наступником на митрополичій кафедрі, проте преподобний відмовився.
За словами сучасників, Сергій «тихими і лагідними словами» впливав на загрубілі й жорстокі серця. Він дуже часто примиряв князів, які ворогували між собою. Премудрий Єпифаній, який описав життя преподобного Сергія, говорив: «Преподобний ігумен, отець наш Сергій, старець дивний, доброчинством усяким прикрашений, привітний, миролюбний, завжди втішить і при вітає, обігріє і нагодує подорожнього. Більше ж за все стяжав він смирення, любов нелицемірну, і мав любляче серце».
Церква іменує його великим подвижником.

## Вшанування

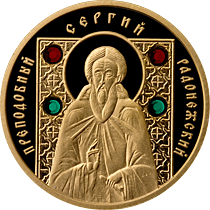
Білоруська монета

Близько 1417–1418 Єпифаній Премудрий завершив складання «Житія преподобного Сергія». Симон Азар'їн у 1646 склав нову редацію «Житія».
10 жовтня 1978 року Синодом Російської православної церкви засновано орден преподобного Сергія Радонезького і медаль преподобного Сергія Радонезького двох ступенів (золота та срібна).
28 листопада 2008 Національний банк Білорусі випустив в обіг золоту пам'ятну монету номіналом 50 білоруських рублів «Преподобний Сергій Радонезький».